# Sunsets Pink
Sunsets Pink es un EP del dueto inglés de synth pop Dinger, que incluye temas grabados entre 1983 y 1985 pero recién fue publicado en 2011.

## Descripción
Sunsets Pink es un EP que reúne cinco temas que fueron grabados por el dueto inglés de synth pop Dinger, formado por Andy Bell y Pierre Cope. Este EP incluye Air of Mistery y I Love to Love temas, que ya habían aparecido en el vinilo de 1985: Air of Mistery. Los otros tres temas fueron rescatados de demos grabados entre 1983 y 1985. Todos los temas fueron escritos por (Bell/Cope).

## Lista de temas
1. «Kettle of Fish»
2. «Dance»
3. «Air of Mystery»
4. «I Love to Love»
5. «The China Song»[3]

## Datos adicionales
«Sunsets Pink» fue editado sólo como descarga digital y sus ganancias fueron donadas a la caridad. Kettle of Fish fue grabado en la misma sesión de grabaciones de Air of Mistery pero quedó afuera del sencillo.

De este EP se extrajo I Love to Love como sencillo para ayudar a las víctimas del terremoto y tsunami de Japón, de marzo de 2011.